# اختبار دوري
الاختبار الدوري هو اختبار يقام كل شهر تقريبا أثناء مدة الدوام الدراسي في المدرسة، بهدف تدريب الطلاب على المذاكرة المستمرة وعدم الإهمال.

## طريقته
تكون مدة الاختبار الدوري وجيزة من الحصة كأن تكون أول ربع ساعة فقط، أول تكون آخر عشر دقائق من الحصة، وهذا الاختيار يكون على حسب رأي المدرس للمادة، وإما أن تكون كامل الحصة أي 45 دقيقة تقريبا، وذلك غالبا ما يكون في المواد العلمية كالأحياء أو الفيزياء أو الكيمياء أو الرياضيات أو الإنجليزي، ويخضع غالبا لرأي المدرس.

## أهدافه
يختبر المعلم طلابه اختبارات دورية قصيرة ليتأكد من أنهم حصلوا على المعارف والمعلومات الأساسية والكافية التي تؤهلهم للانتقال إلى الفصل التالي من المادة، كما يستخدمها لتحفيزهم وإبقائهم مطلعين على المادة باستمرار.